# Prostějov
Prostějov (en alemán: Prossnitz) es una ciudad situada en la región de Olomouc (en alemán: Olmütz) de la República Checa, en la región histórica de Moravia.
La ciudad se encuentra mencionada en documentos históricos desde 1141, cuando era conocida como "Prostějovice", denominación derivada de un señor feudal de nombre Prostěj. Los primeros registros escritos propios de la ciudad, también conocida como "la Jerusalén de Hana", datan de la primera mitad del siglo XII. El casco central de la ciudad ha sido declarado patrimonio histórico.
En la actualidad la ciudad es conocida por su industria de la moda y por las tropas especiales checas que tienen ahí su cuartel.
Desde 1141 hasta el siglo XIII fue una aldea mercantil, atrayendo comerciantes bohemios, moravos, y judíos. En 1390 obtiene derechos de ciudad gracias a los señores feudales de Kravař. En tiempos de las Guerras husitas carecía de defensas y fue incendiada en 1431. En el año 1490 se torna un señorío de la familia Pernštejn, situación que durará casi un siglo, y trae a la ciudad riqueza y bienestar. En estos años se levanta una muralla al igual que una alcaldía nueva, y en Prostejov fue impreso el primer libro de Moravia por la imprenta de Kašpar Aorg en el año 1527. A finales del siglo XVI la ciudad cambia de "dueños" pues pasa a dominio de la familia Lichtenstein y eso supone una grave caída en la importancia y riqueza de la ciudad. 
Durante la guerra de los Treinta Años la ciudad quedó destruida y un gran incendio en 1697 destruyó la alcaldía, la iglesia matriz y la única escuela. Después de este incendio los rasgos de la arquitectura de la ciudad cambian al estilo barroco. Desde el año 1858 empieza florecer la industria textilera con la primera fábrica de confección de los hermanos Mandl, lo cual atrae a nuevos habitantes, mientras que desde inicios del siglo XX el estilo arquitectónico deviene más moderno.

## Originarios de Prostějov
- Ignaz Brüll, compositor
- Meir Eisenstadt, rabino
- Jonathan Eybeschutz, rabino
- Josef Frank, político
- Edmund Husserl, filósofo
- Lukas Krajicek, jugador de hockey de la NHL del equipo Vancouver Canucks
- Henrieta Nagyová
- Karel Nováček
- Vlastimil Petržela
- Nathan Porges, rabino
- Paulina Porizkova
- Moses Sofer, rabino
- Nina Škottová
- Moritz Steinschneider, rabino, estudioso judío, bibliógrafo, orientalista
- Otto Wichterle
- Jiří Wolker, poeta
- Jiřka Reznak, joyero
- Petra kvitova,tenista